# Алекс Кињонез
Алекс Леонардо Кињонез Мартинез (шп. Álex Leonardo Quiñónez Martínez; Есмералдас, 11. август 1989 — Гвајакил, 22. октобар 2021) био је еквадорски спринтер, специјалиста за трке на 100 и 200 метара.

## Биографија
На Светском првенству 2019. године у Дохи освојио је бронзану медаљу у трци на 200 метара.
Учествовао је на Олимпијским играма у Лондону 2012. године када је заузео седмо место у дисциплини на 200 метара, док је пропустио највеће светске смотре у Рију 2016 и Токију 2020.
Власник је националних рекорда Еквадора на тркама 100, 200 и 400 метара, што га чини најбољим атлетичарем у историји Еквадора.
Његови лични рекорди су:
100 м 10,09 — Медељин, 25. мај 2013.
200 м 19,87 — Лозана, 5. јул 2019.
400 м 46,28 — Брага, 29. јун 2019.
Убијен је у граду Гвајакилу 22. октобра 2021. године и то тако што је упуцан из пиштоља насред улице, преминувши испред тржног центра.